# Miltochrista indistincta
Miltochrista indistincta är en fjärilsart som beskrevs av Moore 1878. Miltochrista indistincta ingår i släktet Miltochrista och familjen björnspinnare. Inga underarter finns listade i Catalogue of Life.